# Stadion przy ulicy Franciszka Karpińskiego w Żaganiu
Stadion MKS Czarni w Żaganiu – stadion piłkarski znajdujący się w Żaganiu. Na tym obiekcie rozgrywają mecze piłkarze Czarnych Żagań.

## Położenie
Stadion położony jest przy ulicy Karpińskiego w Żaganiu, w południowo-zachodniej części miasta. Obiekt położony jest wśród zabudowy mieszkalnej, od zachodu okala go ulica Waryńskiego, od wschodu i północy ulica Fredry, a od południa ulica Karpińskiego.

## Historia
Kiedy w 1957 roku powstał WKS Czarni Żagań stadion stał się głównym obiektem klubu. Wraz z końcem sponsorowania drużyny przez wojsko obiekt stał się własnością miasta.
W 1963 roku rozegrano tutaj jeden z meczów finałowych Pucharu Polski na szczeblu województwa zielonogórskiego z lat 1950–1975. W 1979, 1981, 1984 i 1991 roku finał Pucharu Polski na szczeblu województwa zielonogórskiego z lat 1975–1998, natomiast w 2000 roku na szczeblu województwa lubuskiego.
W 1964 i 1965 roku Czarni Żagań rozgrywali tutaj mecze na szczeblu centralnym Pucharu Polski, m.in. 14 marca 1965 roku, w obecności 4 tysięcy widzów, pokonali w 1/4 finału Wisłę Kraków, a 31 marca w 1/2 finału pokonany został ŁKS Łódź, podczas tego meczu padł też historyczny rekord frekwencji – 8000 widzów. Czarni awansowali do finału Pucharu Polski, lecz sam finał odbył się na stadionie Lechii w Zielonej Górze.
Od roku 2011 gdy w mieście został zmodernizowany drugi stadion i rozgrywki ligowe przeniosły się do Kompleksu Arena w Żaganiu. W 2020 roku Czarni Żagań powrócili na stadion przy ulicy Karpińskiego, dokonano też jego remontu.